# Liste der Orte im Landkreis Fürstenfeldbruck
Die Liste der Orte im Landkreis Fürstenfeldbruck listet die 150 amtlich benannten Gemeindeteile (Hauptorte, Kirchdörfer, Pfarrdörfer, Dörfer, Weiler und Einöden) im Landkreis Fürstenfeldbruck auf.

## Systematische Liste
Alphabet der Städte und Gemeinden mit den zugehörigen Orten.
- Adelshofen mit 3 Gemeindeteilen:
  - Kirchdörfer Adelshofen, Luttenwang und Nassenhausen

- Alling mit 10 Gemeindeteilen:
  - Pfarrdörfer Alling und Biburg
  - Kirchdörfer Holzhausen und Holzkirchen
  - Weiler Gagers, Germannsberg, Hoflach, Neuried und Wagelsried
  - Einöde Angerhof

- Althegnenberg mit 3 Gemeindeteilen:
  - Pfarrdorf Althegnenberg
  - Kirchdorf Hörbach
  - Einöde Lindenhof

- Egenhofen mit 24 Gemeindeteilen:
  - Pfarrdörfer Aufkirchen und Egenhofen
  - Kirchdörfer Oberweikertshofen, Unterschweinbach, Waltenhofen und Wenigmünchen
  - Dörfer Dürabuch, Geisenhofen, Pischertshofen und Poigern
  - Weiler Dirlesried, Englertshofen, Eurastetten, Herrnzell, Rammertshofen, Waltershofen und Weyhern
  - Einöden Fuchsberg, Furtmühle, Holzmühl, Karlshof, Kumpfmühle, Osterholzen und Rottenfuß

- Eichenau mit dem gleichnamigen Pfarrdorf

- Emmering mit 2 Gemeindeteilen:
  - Pfarrdorf Emmering
  - Gut Roggenstein

- Stadt Fürstenfeldbruck mit 12 Gemeindeteilen:
  - Hauptort Fürstenfeldbruck
  - Pfarrdörfer Aich und Puch
  - Dorf Lindach
  - Siedlungen Gelbenholzen, Hasenheide und Neu-Lindach
  - Weiler mit Kirche Pfaffing
  - Weiler Weiherhaus
  - Kloster Fürstenfeld
  - Einöden Kreuth und Rothschwaig

- Stadt Germering mit 7 Gemeindeteilen:
  - Hauptort Germering
  - Pfarrdörfer Harthaus und Unterpfaffenhofen
  - Dorf Nebel
  - Einöden Kleßheim, Streiflach und Wandlheim

- Grafrath mit 5 Gemeindeteilen:
  - Pfarrdorf Unteralting
  - Kirchdörfer Grafrath und Höfen
  - Dörfer Mauern und Wildenroth

- Gröbenzell mit der gleichnamigen Stadtrandsiedlung

- Hattenhofen mit 3 Gemeindeteilen:
  - Kirchdorf Hattenhofen
  - Dorf Haspelmoor
  - Weiler Loitershofen

- Jesenwang mit 4 Gemeindeteilen:
  - Pfarrdorf Jesenwang; das Kirchdorf Pfaffenhofen und die Einöden Bergkirchen und Sankt Willibald

- Kottgeisering mit 3 Gemeindeteilen:
  - Kirchdorf Kottgeisering
  - Siedlung Grafrath
  - Einöde Reichertsried

- Landsberied mit 3 Gemeindeteilen:
  - Kirchdörfer Babenried und Landsberied
  - Einöde Hirschthürl

- Maisach mit 24 Gemeindeteilen:
  - Pfarrdörfer Gernlinden, Maisach, Malching, Rottbach und Überacker
  - Kirchdörfer Diepoltshofen, Frauenberg, Fußberg, Germerswang und Stefansberg
  - Dorf Oberlappach
  - Siedlung Gernlinden-Ost
  - Weiler Deisenhofen, Galgen, Obermalching, Prack, Weiherhaus und Zötzelhofen
  - Einöden Anzhofen, Kuchenried, Loderhof, Pöcklhof, Thal und Unterlappach

- Mammendorf mit 5 Gemeindeteilen:
  - Pfarrdorf Mammendorf
  - Kirchdorf Nannhofen
  - Weiler Egg und Peretshofen
  - Einöde Eitelsried

- Mittelstetten mit 6 Gemeindeteilen:
  - Pfarrdorf Mittelstetten
  - Kirchdörfer Oberdorf, Tegernbach und Vogach
  - Dorf Längenmoos
  - Weiler Hanshofen

- Moorenweis mit 15 Gemeindeteilen:
  - Pfarrdörfer Dünzelbach, Grunertshofen, Moorenweis, Purk und Steinbach
  - Kirchdörfer Eismerszell, Langwied und Römertshofen
  - Dorf Albertshofen
  - Weiler Brandenberg, Hohenzell, Windach und Zell
  - Einöde Luidenhofen
  - Kirche Weißenzell (St. Margareth)

- Oberschweinbach mit 3 Gemeindeteilen:
  - Pfarrdorf Günzlhofen
  - Dorf Oberschweinbach
  - Gut Spielberg

- Stadt Olching mit 5 Gemeindeteilen:
  - Pfarrdörfer Esting und Olching
  - Kirchdorf Geiselbullach
  - Dorf Graßlfing
  - Siedlung Neu-Esting

- Stadt Puchheim mit 2 Gemeindeteilen:
  - Pfarrdörfer Puchheim-Bahnhof und Puchheim-Ort

- Schöngeising mit 3 Gemeindeteilen:
  - Pfarrdorf Schöngeising
  - Weiler Zellhof
  - Einöde Jexhof

- Türkenfeld mit 6 Gemeindeteilen:
  - Pfarrdörfer Türkenfeld und Zankenhausen
  - Dorf Pleitmannswang
  - Weiler Burgholz und Peutenmühle
  - Einöde Klotzau

## Alphabetische Liste
In Fettschrift erscheinen die Orte, die namengebend für die Gemeinde sind.

### A
- Adelshofen
- Aich zu Fürstenfeldbruck
- Albertshofen zu Moorenweis
- Alling
- Althegnenberg
- Angerhof zu Alling
- Anzhofen zu Maisach
- Aufkirchen zu Egenhofen

### B
- Babenried zu Landsberied
- Bergkirchen zu Jesenwang
- Biburg zu Alling
- Brandenberg zu Moorenweis
- Burgholz zu Türkenfeld

### D
- Deisenhofen zu Maisach
- Diepoltshofen zu Maisach
- Dirlesried zu Egenhofen
- Dünzelbach zu Moorenweis
- Dürabuch zu Egenhofen

### E
- Egenhofen
- Egg zu Mammendorf
- Eichenau
- Eismerszell zu Moorenweis
- Eitelsried zu Mammendorf
- Emmering
- Englertshofen zu Egenhofen
- Esting zu Olching
- Eurastetten zu Egenhofen

### F
- Frauenberg zu Maisach
- Fuchsberg zu Egenhofen
- Fürstenfeld zu Fürstenfeldbruck
- Fürstenfeldbruck
- Furthmühle zu Egenhofen
- Fußberg zu Maisach

### G
- Gagers zu Alling
- Galgen zu Maisach
- Geiselbullach zu Olching
- Geisenhofen zu Egenhofen
- Gelbenholzen zu Fürstenfeldbruck
- Germannsberg zu Alling
- Germering
- Germerswang zu Maisach
- Gernlinden zu Maisach
- Gernlinden-Ost zu Maisach
- Grafrath
- Grafrath zu Kottgeisering
- Graßlfing zu Olching
- Gröbenzell
- Grunertshofen zu Moorenweis
- Günzlhofen zu Oberschweinbach

### H
- Hanshofen zu Mittelstetten
- Harthaus zu Germering
- Hasenheide zu Fürstenfeldbruck
- Haspelmoor zu Hattenhofen
- Hattenhofen
- Herrnzell zu Egenhofen
- Hirschthürl zu Landsberied
- Höfen zu Grafrath
- Hoflach zu Alling
- Hohenzell zu Moorenweis
- Holzhausen zu Alling
- Holzkirchen zu Alling
- Holzmühl zu Egenhofen
- Hörbach zu Althegnenberg

### J
- Jesenwang
- Jexhof zu Schöngeising

### K
- Karlshof zu Egenhofen
- Kleßheim zu Germering
- Klotzau zu Türkenfeld
- Kottgeisering
- Kreuth zu Fürstenfeldbruck
- Kuchenried zu Maisach
- Kumpfmühle zu Egenhofen

### L
- Landsberied
- Längenmoos zu Mittelstetten
- Langwied zu Moorenweis
- Lindach zu Fürstenfeldbruck
- Lindenhof zu Althegnenberg
- Loderhof zu Maisach
- Loitershofen zu Hattenhofen
- Luidenhofen zu Moorenweis
- Luttenwang zu Adelshofen

### M
- Maisach
- Malching zu Maisach
- Mammendorf
- Mauern zu Grafrath
- Mittelstetten
- Moorenweis

### N
- Nannhofen zu Mammendorf
- Nassenhausen zu Adelshofen
- Nebel zu Germering
- Neu-Esting zu Olching
- Neu-Lindach zu Fürstenfeldbruck
- Neuried zu Alling

### O
- Oberdorf zu Mittelstetten
- Oberlappach zu Maisach
- Obermalching zu Maisach
- Oberschweinbach
- Oberweikertshofen zu Egenhofen
- Olching
- Osterholzen zu Egenhofen

### P
- Peretshofen zu Mammendorf
- Peutenmühle zu Türkenfeld
- Pfaffenhofen zu Jesenwang
- Pfaffing zu Fürstenfeldbruck
- Pischertshofen zu Egenhofen
- Pleitmannswang zu Türkenfeld
- Pöcklhof zu Maisach
- Poigern zu Egenhofen
- Prack zu Maisach
- Puch zu Fürstenfeldbruck
- Puchheim-Bahnhof zu Puchheim
- Puchheim-Ort zu Puchheim
- Purk zu Moorenweis

### R
- Rammertshofen zu Egenhofen
- Reichertsried zu Kottgeisering
- Roggenstein zu Emmering
- Römertshofen zu Moorenweis
- Rothschwaig zu Fürstenfeldbruck
- Rottbach zu Maisach
- Rottenfuß zu Egenhofen

### S
- Sankt Willibald zu Jesenwang
- Schöngeising
- Spielberg zu Oberschweinbach
- Stefansberg zu Maisach
- Steinbach zu Moorenweis
- Streiflach zu Germering

### T
- Tegernbach zu Mittelstetten
- Thal zu Maisach
- Türkenfeld

### U
- Überacker zu Maisach
- Unteralting zu Grafrath
- Unterlappach zu Maisach
- Unterpfaffenhofen zu Germering
- Unterschweinbach zu Egenhofen

### V
- Vogach zu Mittelstetten

### W
- Wagelsried zu Alling
- Waltenhofen zu Egenhofen
- Waltershofen zu Egenhofen
- Wandlheim zu Germering
- Weiherhaus zu Fürstenfeldbruck
- Weiherhaus zu Maisach
- Weißenzell zu Moorenweis
- Wenigmünchen zu Egenhofen
- Weyhern zu Egenhofen
- Wildenroth zu Grafrath
- Windach zu Moorenweis

### Z
- Zankenhausen zu Türkenfeld
- Zell zu Moorenweis
- Zellhof zu Schöngeising
- Zötzelhofen zu Maisach

| ↑ Zurück zum Inhaltsverzeichnis |